# Schloss Trachenberg

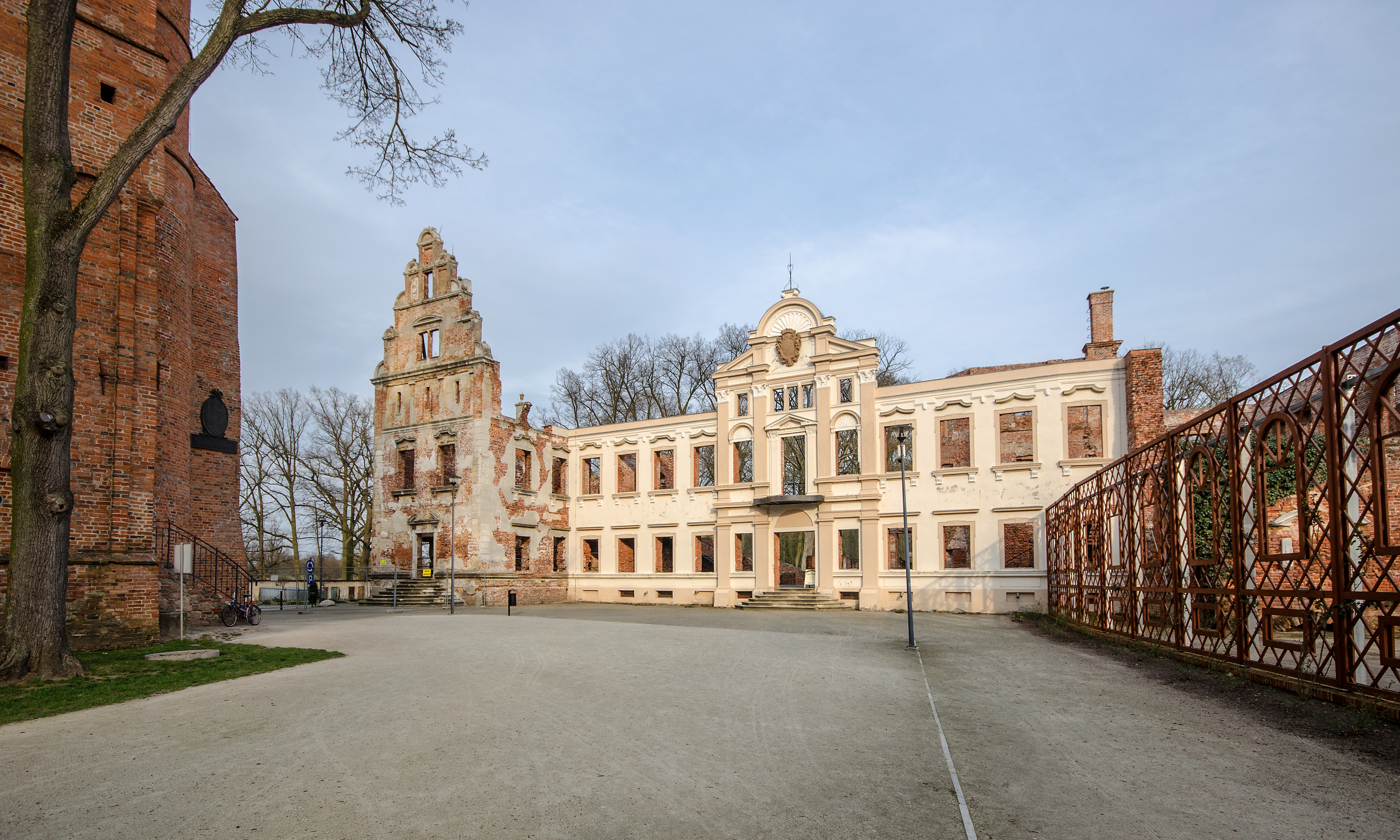
Teilrestaurierte Fassade des Schlosses

Das Schloss Trachenberg (auch Schloss Hatzfeld, polnisch Zamek w Żmigrodzie) ist eine teilrestaurierte Ruine in Żmigród (Trachenberg) in der Woiwodschaft Niederschlesien in Polen.

## Geschichte

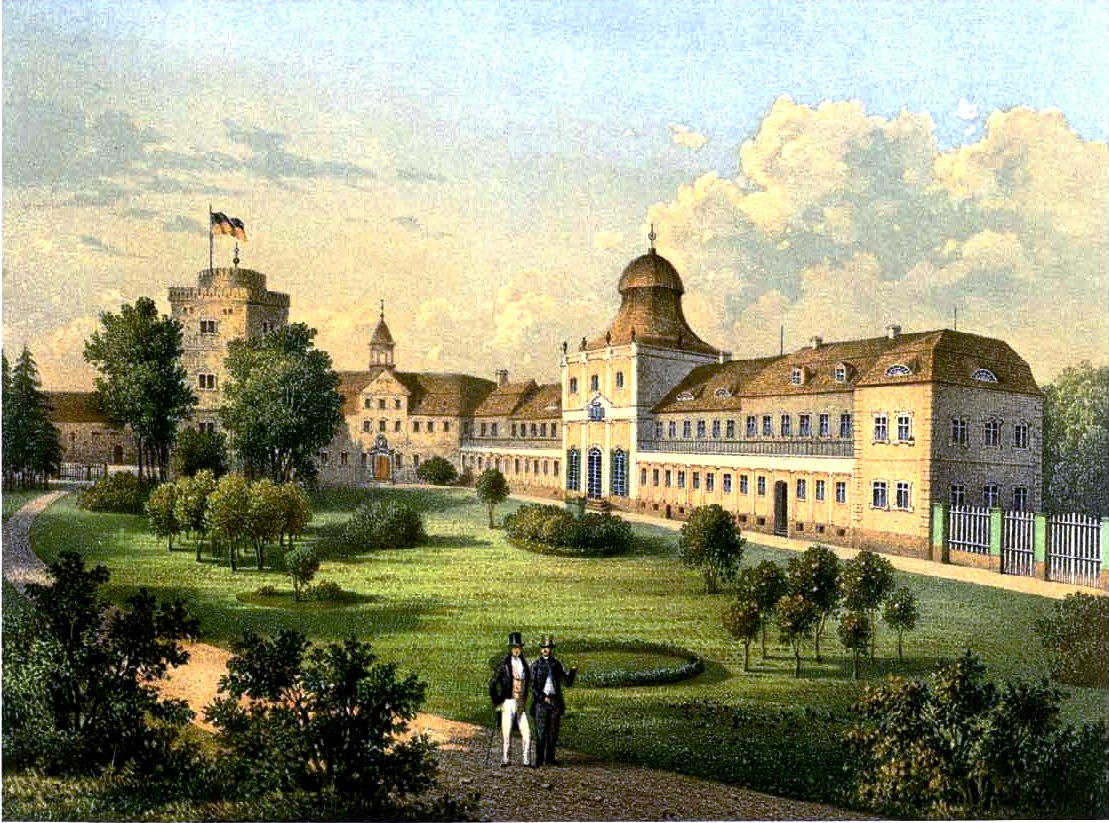
Schloss Trachenberg in der zweiten Hälfte des 19. Jahrhunderts

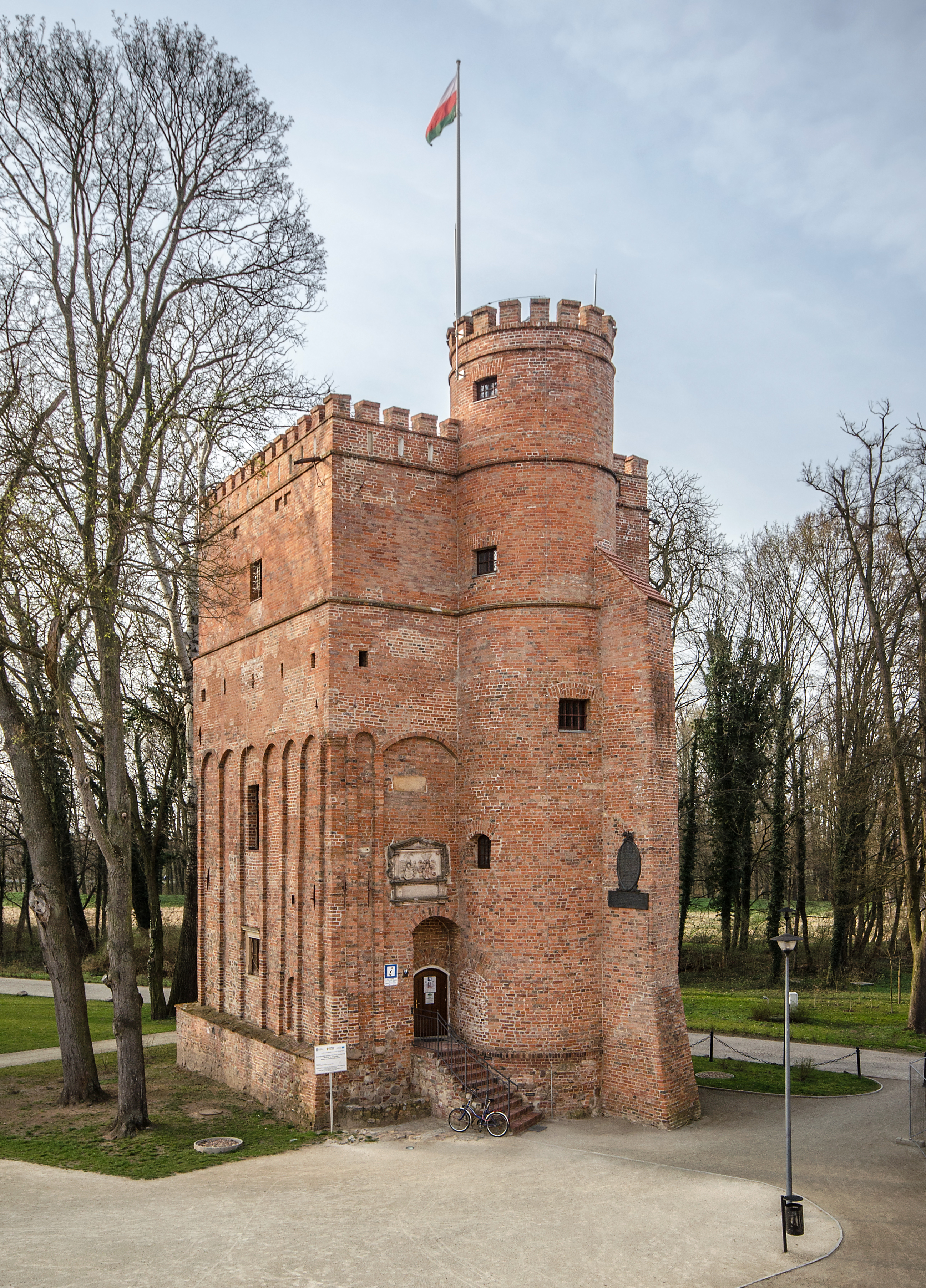
Der erhaltene Wohnturm von 1560

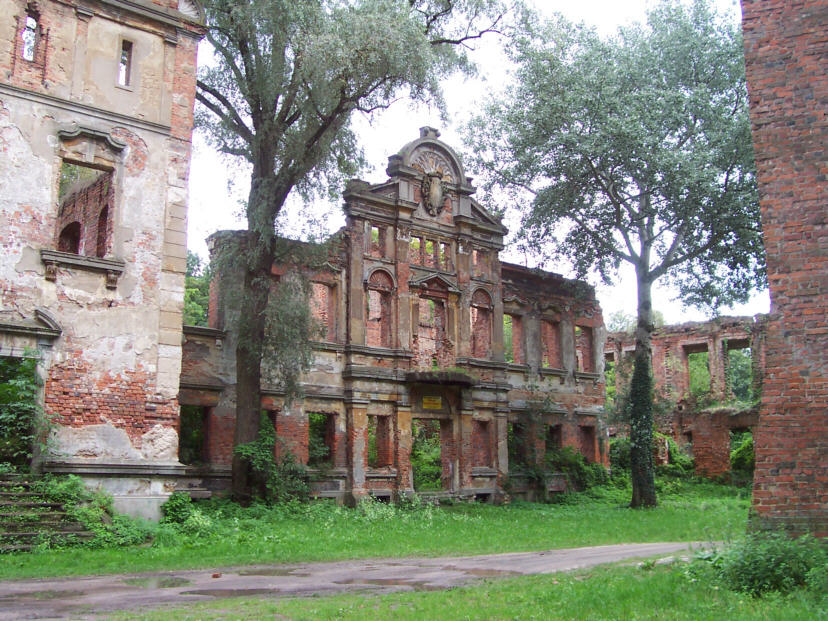
Die Ruine vor der Sanierung 2007

Eine erste Burg wurde 1296 erstmals erwähnt. Im 14. Jahrhundert wurde von den Herzögen von Oels am Ufer der Bartsch eine neue Burg erbaut. Nach dem Tod des Herzogs Konrad X., mit dem die Oelser Linie des Glogauer Zweigs der Schlesischen Piasten erlosch, fiel Trachenberg zusammen mit dem Herzogtum Oels als erledigtes Lehen an die Krone Böhmen. Nachfolgend belehnte der böhmische König Vladislav II. seinen Kämmerer Sigismund von Kurzbach mit Trachenberg, das nunmehr eine Freie Standesherrschaft wurde.
1560 wurde auf dem Schlossgelände ein vierstöckiger Wohnturm errichtet. 1579 und 1605 wurde das befestigte Schloss durch Brände und Angriffe der Schweden schwer beschädigt. 1592 erwarb das Adelsgeschlecht Schaffgotsch die Standesherrschaft mit dem Schloss. Während des Dreißigjährigen Kriegs wurde das Schloss mehrmals belagert. Nach der Hinrichtung des Generals Hans Ulrich von Schaffgotsch 1635 wurde dessen Familie 1636 enteignet. 1642 wurde das Schloss vom schwedischen Feldherrn Lennart Torstensson eingenommen und befestigt. Danach diente es den Schweden acht Jahre lang als Stützpunkt.
In der zweiten Hälfte des 17. Jahrhunderts gelangte der Besitz an den kaiserlichen Feldherrn Melchior von Hatzfeld. Er errichtete zwischen 1655 und 1660 an der Stelle der zerstörten Burg ein Schloss im Barockstil. Im 18. Jahrhundert wurde die Anlage mehrfach erweitert: In den Jahren 1706 bis 1708 erhielt das Bauwerk eine zusätzliche, von Christoph Hackner geplante Etage und 1762 bis 1765 wurde der Ostflügel nach Plänen von Carl Gotthard Langhans errichtet.
Am 12. Juli 1813 trafen sich im Schloss Zar Alexander I., Kronprinz Johann von Schweden und Friedrich Wilhelm III. mit Abgesandten des österreichischen Kaisers und des englischen Königs, um einen militärischen Bündnisplan gegen Napoleon Bonaparte zu unterzeichnen.

### Seit 1945
Während des Zweiten Weltkriegs wurde Trachenberg zerstört. Das nur leicht beschädigte Schloss wurde allerdings 1945 von der Roten Armee niedergebrannt. Als Folge des Zweiten Weltkriegs fiel Trachenberg 1945 mit dem größten Teil Schlesiens an Polen und wurde in „Żmigród“ umbenannt. Erst in den 1970er Jahren wurden der Schutt beseitigt und die Ruinen weitgehend freigelegt. 2007 wurden mit EU-Fördermitteln die Schlossfassade und das Innere saniert und im folgenden Jahr für den Tourismus freigegeben.
Das Schloss und der 15 Hektar große Englische Park stehen seit 1956 bzw. 1978 unter Denkmalschutz.

## Architektur
Vom einstmals prächtigen Schloss und seinen Seitenflügeln sind nur die Außenmauern aus roten Ziegelsteinen erhalten. Die vordere Fassade des Hauptgebäudes wurde restauriert. Sie ist mit elf Fensterachsen mit Barockverzierung ausgestattet. Die drei zentralen Achsen liegen in einem leicht vorspringenden Mittelrisalit mit Schaufassade. Über dem Haupteingang befindet sich ein schmuckloses Tympanon. Darüber befindet sich eine Tür mit kleinem Balkon. Im Giebelfeld des Risalits prangt ein Wappen.